# Gia Nadareischwili

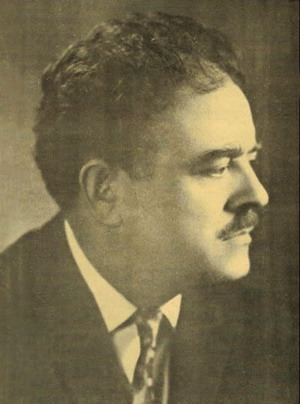
Gia Nadareischwili

Gia Nadareischwili (georgisch გია ნადარეიშვილი; * 22. September 1921 in Ontopo; † 3. Oktober 1991 in Tiflis) war ein georgischer Schachspieler. Er war einer der führenden Studienkomponisten in der Sowjetunion. Der Psychiater an einer Tifliser Klinik hatte sich auf Endspielstudien spezialisiert.

## Leben
Bereits als Student begann Nadareischwili 1938 mit der Komposition von Studien. Im selben Jahr gewann er in einem sowjetischen Turnier den ersten Preis. Insgesamt komponierte er etwa 500 Studien. Seit 1947 war er Präsident der Georgischen Kommission für Schachkomposition und Mitglied des zentralen Komitees.
Bis kurz vor seinem Ableben nahm Nadareischwili als Delegierter der Sowjetunion an den jährlich stattfindenden Tagungen der Ständigen Kommission für Schachkomposition bei der FIDE (PCCC) teil. Dort initiierte er gemeinsam mit John Roycroft die Gründung der Study subcommission (Unterkommission für Studien), die bis in die heutige Zeit zuverlässig arbeitet.
Nadareischwili war Chefneurologe in der neurologischen Abteilung der „1. Klinik Tbilissi“. Er war Verdienter Arzt Georgiens.

## Schachkomposition

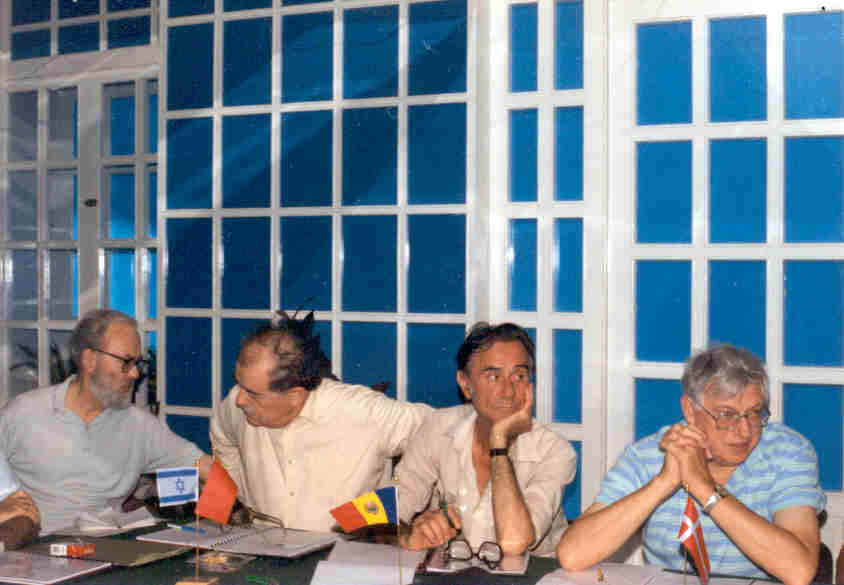
John Roycroft, Gia Nadareischwili, Virgil Nestorescu und Jan Mortensen (v. l. n. r.) auf der PCCC-Tagung 1990 in Benidorm (Spanien)

|   | a | b | c | d | e | f | g | h |   |
| 8 |   |   |   |   |   |   |   |   | 8 |
| 7 |   |   |   |   |   |   |   |   | 7 |
| 6 |   |   |   |   |   |   |   |   | 6 |
| 5 |   |   |   |   |   |   |   |   | 5 |
| 4 |   |   |   |   |   |   |   |   | 4 |
| 3 |   |   |   |   |   |   |   |   | 3 |
| 2 |   |   |   |   |   |   |   |   | 2 |
| 1 |   |   |   |   |   |   |   |   | 1 |
|   | a | b | c | d | e | f | g | h |   |

Lösung:

1. f8T! Unterverwandlung Th4

2. Tf4 T2h3

3. Txa4 Kh2

4. b4 g1D patt

## Autor
Nadareischwili veröffentlichte einige Werke über Studien. In Schachmatny etjud w Grusii wird 1975 die Entwicklung der Studienkomposition in Georgien ausführlich dokumentiert und im Vorwort von Wascha Neidse ein Überblick über das Wirken der Komponisten des Landes gegeben.
1990 erschien eine zusammen mit Iuri Akobia herausgegebene Enzyklopädie Mat w etjudach. In diesem Buch werden 3.567 Mattstudien nach ihrer Mattführung systematisch klassifiziert.
Weitere Bücher aus der Feder von Gia Nadareischwili sind
- "Избранные Шахматные Этюды" (Ausgewählte Schachstudien), Verlag "Fiskultura i Sport", Moskau, 1976
- "В поисках красоты" (Auf der Suche nach Schönheit), Verlag "Sabtschota Sakartwelo", Tbilisi, 1986

## Titel
Die FIDE verlieh ihm 1960 den Titel Internationaler Schiedsrichter für Schachkompositionen und 1980 den Titel Großmeister für Schachkomposition.